# Schwaben weissblau – hurra und helau
Schwaben weissblau – hurra und helau ist eine bayerisch-schwäbische Prunksitzung, die jährlich zur Faschingszeit in Memmingen abgehalten wird. Sie wird seit 2004 vom Bayerischen Rundfunk in Zusammenarbeit mit dem Bayerisch-Schwäbischen Fastnachtsverband produziert und aufgezeichnet. Die Faschingssendung wird sowohl im Bayerischen Fernsehen als auch im SWR übertragen.
„Schwaben weissblau – hurra und helau“ ist zugleich auch der Titel der Hymne des Faschingsevents, die von Klaus-Jürgen Herrmannsdörfer komponiert und von Willi Staud getextet wurde.

## Programmablauf
Der Sitzungspräsident Georg Ried des Fastnachtsverbandes führt die Zuschauer mit Unterstützung des Elferrats durch ein Programm aus Wort, Musik und Tanzbeiträgen von regionalen Künstlern aus Schwaben. Dabei werden nicht nur globale Ereignisse, sondern auch Lokales und Regionales aus dem Allgäu und aus Schwaben auf die Schippe genommen. Unter den Zuschauern sind auch regelmäßig Prominente aus der Politik.
Typische Programmpunkte in dem circa dreistündigen Programm sind eine Büttenrede, Kabarett, Gardetanz und Guggamusik. Unter anderem sind der Kabarettist Maxi Schafroth, Die Maulquappen, Bauchredner Perry Paul und der Ministerpräsidenten-Imitator Wolfgang Krebs wiederholt bei Schwaben weissblau aufgetreten und wurden so einem größeren Publikum bekannt. Die Aufmachung der Veranstaltung orientiert sich an der Schwäbisch-alemannischen Fastnacht.